# Freccia del Brabante 2001
La Freccia del Brabante 2001, quarantunesima edizione della corsa, si svolse il 1º aprile su un percorso di 194 km. Fu vinta dall'olandese Michael Boogerd della squadra Rabobank davanti all'australiano Scott Sunderland e al belga Axel Merckx.

## Ordine d'arrivo (Top 10)
| Pos. | Corridore        | Squadra          | Tempo    |
| ---- | ---------------- | ---------------- | -------- |
| 1    | Michael Boogerd  | Rabobank         | 4h31'10" |
| 2    | Scott Sunderland | Team Fakta       | s.t.     |
| 3    | Axel Merckx      | Domo-Farm Frites | s.t.     |
| 4    | Dave Bruylandts  | Domo-Farm Frites | a 6"     |
| 5    | Ludo Dierckxsens | Lampre-Daikin    | a 15"    |
| 6    | Marc Lotz        | Rabobank         | s.t.     |
| 7    | Geert Verheyen   | Rabobank         | a 29"    |
| 8    | Davide Casarotto | Alessio          | a 38"    |
| 9    | Karsten Kroon    | Rabobank         | a 1'12"  |
| 10   | Daniele Nardello | Mapei-Quick Step | a 1'16"  |